# 국제전화
국제전화(國際電話)는 원거리 통신에서 국가들 간에 유무선으로 연락하는 전화를 가리킨다.
국제전화는 전화 카드를 통해 청구할 수 있다. 이러한 원거리 통신 제품들은 이용자가 전 세계 거의 모든 지역의 국제 전화를 시작할 수 있게 한다. 이러한 카드들은 전통적인 원거리 전화걸기 방식보다 일반적으로 값이 싸며, 휴대전화, VoIP 서비스, PBX, 고정전화 뿐 아니라 일부 공항과 호텔 등을 통해서 이용할 수 있다.

## 같이 보기
- 국제전화 국가 번호
- 전화 카드
- VoIP